# Schwörstadt
Schwörstadt este o comună din landul Baden-Württemberg, Germania, aflându-se pe malul drept al râului Rin, la granița cu Elveția. Centrul istoric și cultural al comunei a fost Castelul Schwörstadt, care de-a lungul timpului a fost schimbat între numeroase familii nobiliare, mai întâi fiind proprietatea familiei de Wieladingen, apoi a celei de Stein, iar pe urmă celei de Schönau. În urma unui incendiu, castelul a fost distrus, nefiind reconstruit până în 1834, moment când Schwörstadt va fi incorporat de-a dreptul în Electoratul de Baden.
1. ↑  Alle politisch selbständigen Gemeinden mit ausgewählten Merkmalen am 31.12.2018 (4. Quartal) (în germană), Statistisches Bundesamt[*], arhivat din original la 10 martie 2019, accesat în 10 martie 2019